# دنيس مكنمارا
دنيس مكنمارا (بالإنجليزية: Dennis McNamara)‏ (8 مارس 1935 بليفربول في المملكة المتحدة - ) هو لاعب كرة قدم بريطاني في مركز جناح ‏. لعب مع نادي ترانمير روفرز لكرة القدم.